# 川崎龍清
川崎 龍清（かわさき りゅうせい、1997年6月7日 - ）は、ジャパンラグビーリーグワン埼玉パナソニックワイルドナイツに所属するラグビー選手。

## プロフィール
- 岩手県雫石町出身。
- ポジションはロック(LO)、フランカー(FL)。
- 身長 183 cm、体重 97 kg
- 弟の清純もラグビー選手[1] で現在チームメイト。

## 略歴
2016年、盛岡工業高校卒業後、関東学院大学に入学。なお盛岡工業高校時代、高校日本代表候補に選ばれたことがある。
2019年、関東学院大学ラグビー部の副将に就任した。
2020年、関東学院大学卒業後、パナソニック ワイルドナイツ(現・埼玉パナソニックワイルドナイツ)に加入。